# Moonlight Agony
Moonlight Agony var ett svenskt metalband med medlemmar från Kungsbacka, Göteborg och Malmö. 

## Historia
Bandet startades 1999 av Robert Willstedt (trummor och gitarr), Kalle Landin (gitarr) och Christofer Starnefalk (bas) och medlemsuppsättningen har sedan dess ändrats ett antal gånger. Efter några demoinspelningar släpptes 2004 debutalbumet Echoes of a Nightmare på det tyska skivbolaget Massacre Records, japanska King Records och amerikanska Nightmare Records. Före detta sångaren Chitral Somapala är även känd från grekisk-norska Firewind och tyska Avalon. År 2007 skrev Moonlight Agony nytt skivkontrakt, denna gången ett världsomspännande kontrakt med tyska skivbolaget Dockyard1 och uppföljaren till kritikerrosade Echoes of a Nightmare, Silent Waters släpptes i mars 2007. Bandet splittrades 2009.

## Medlemmar
Senaste medlemmar
- Kalle Landin – sologitarr (1999–2009)
- Rikard "Peson" Petersson – rytmgitarr (2002–2009)
- Martin Mellström –  keyboard (2000–2009)
- Christer "Zigge" Pedersen – basgitarr (?–2009)
- Robert Willstedt – trummor (1999– )

Tidigare medlemmar
- Christian J Karlsson – sång, gitarr (2000–2002)
- Chitral Somapala – sång (2003–?)
- Christofer Starnefalk – basgitarr (1999–?)
- Jimmy Elmgren – trummor
- Andreas Lindvall – gitarr (2000–2001)
- Simon Hermansson – sång (2002–2003)
- David Åkesson – sång

## Diskografi
Demo
- Dust (2001)
- Moonlight Agony (2001)
- Echoes of a Nightmare (2002)

Studioalbum
- Echoes of a Nightmare (2004)
- Silent Waters (2007)